# Jessica Morrison
Jessica Morrison, född den 18 maj 1992 i Melbourne, är en australisk roddare.

## Karriär
Vid olympiska sommarspelen 2020 i Tokyo ingick Jessica Morrison i det australiska lag som tog guld i fyra utan styrman. Vid olympiska sommarspelen 2024 i Paris tog hon brons tillsammans med Annabelle McIntyre i tvåa utan styrman.